# Pierre-Buffière
 Pierre-Buffière  (en occitano Péira Bufíera) es una población y comuna francesa, situada en la región de Lemosín, departamento de Alto Vienne, en el distrito de Limoges. Es el chef-lieu del cantón de su nombre.

## Demografía
| 1118 | 1237 | 1237 | 1156 | 1066 | 1106 | 1148 |
| Para los censos de 1962 a 1999 la población legal corresponde a la población sin duplicidades (Fuente: INSEE [Consultar]) |      |      |      |      |      |      |

## Galería

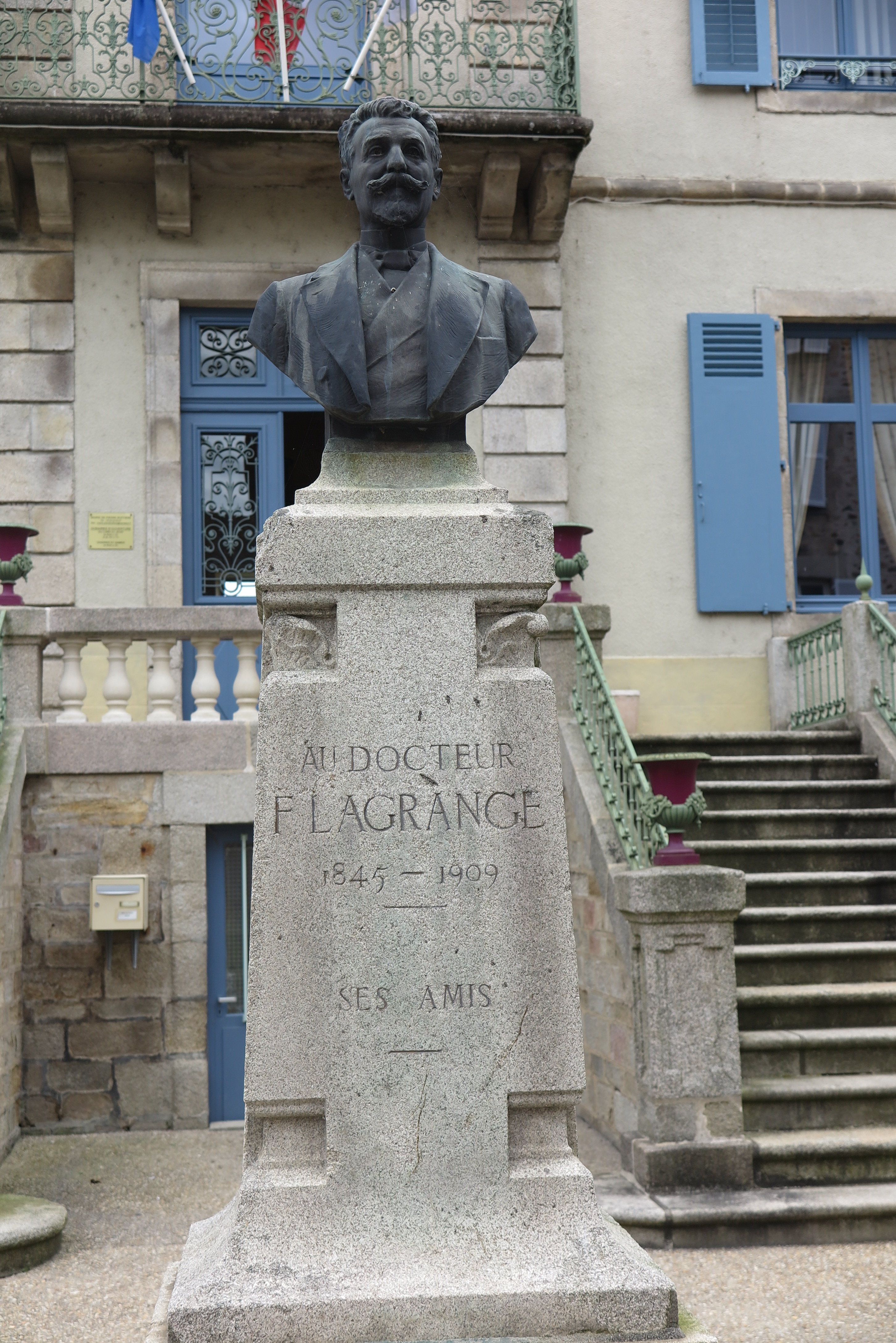
Fernand Lagrange
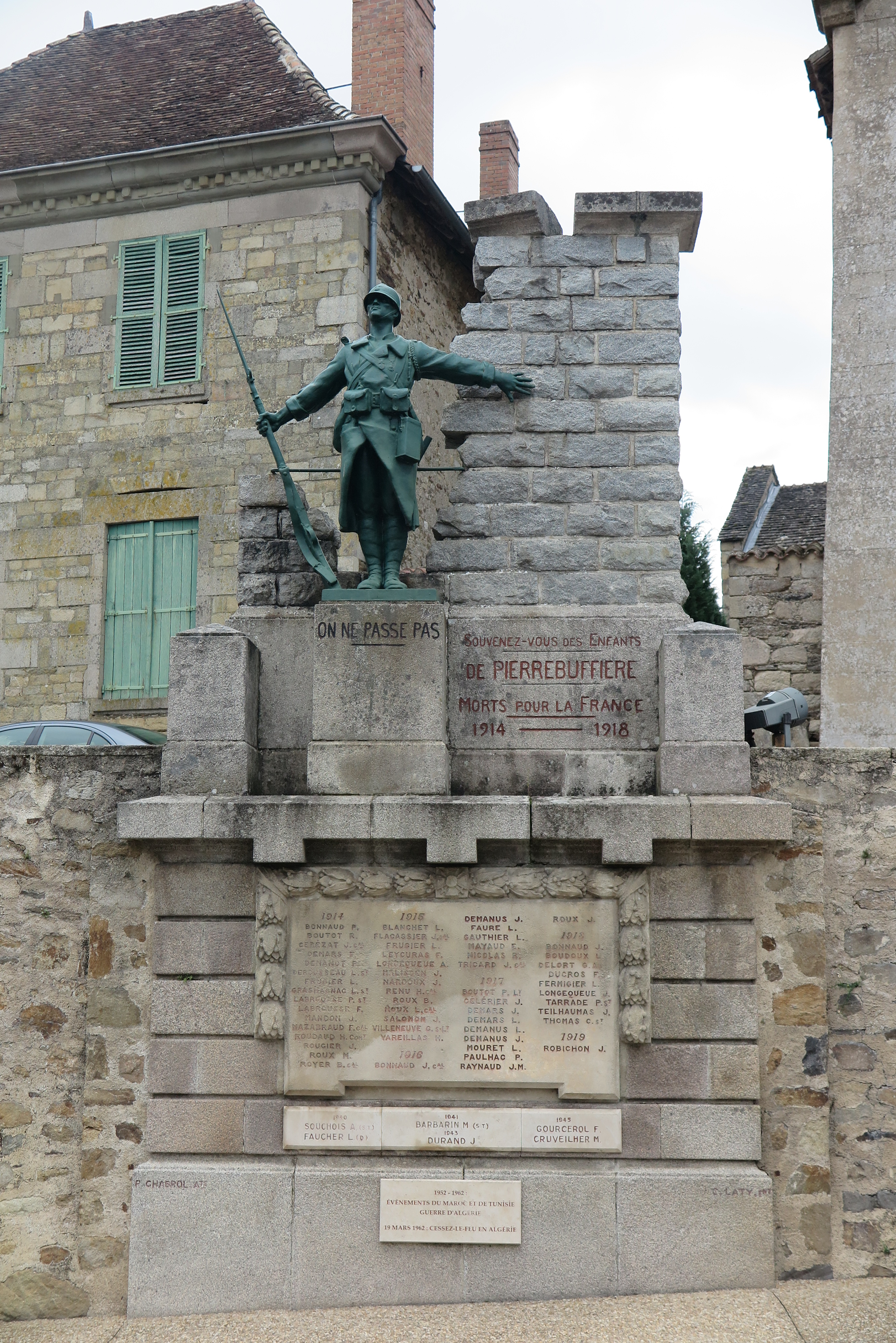
Monumento a los muertos
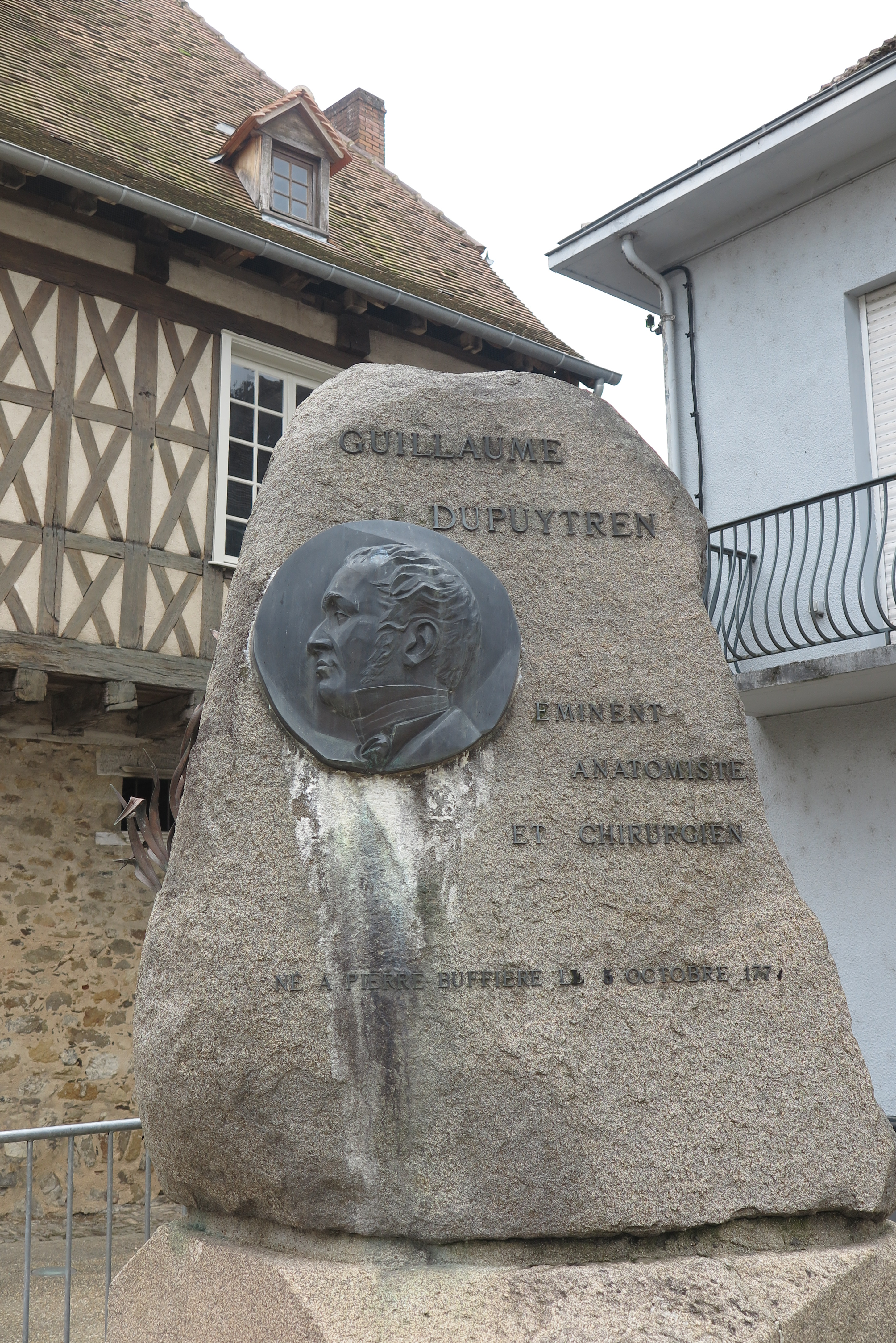
Dupuytren
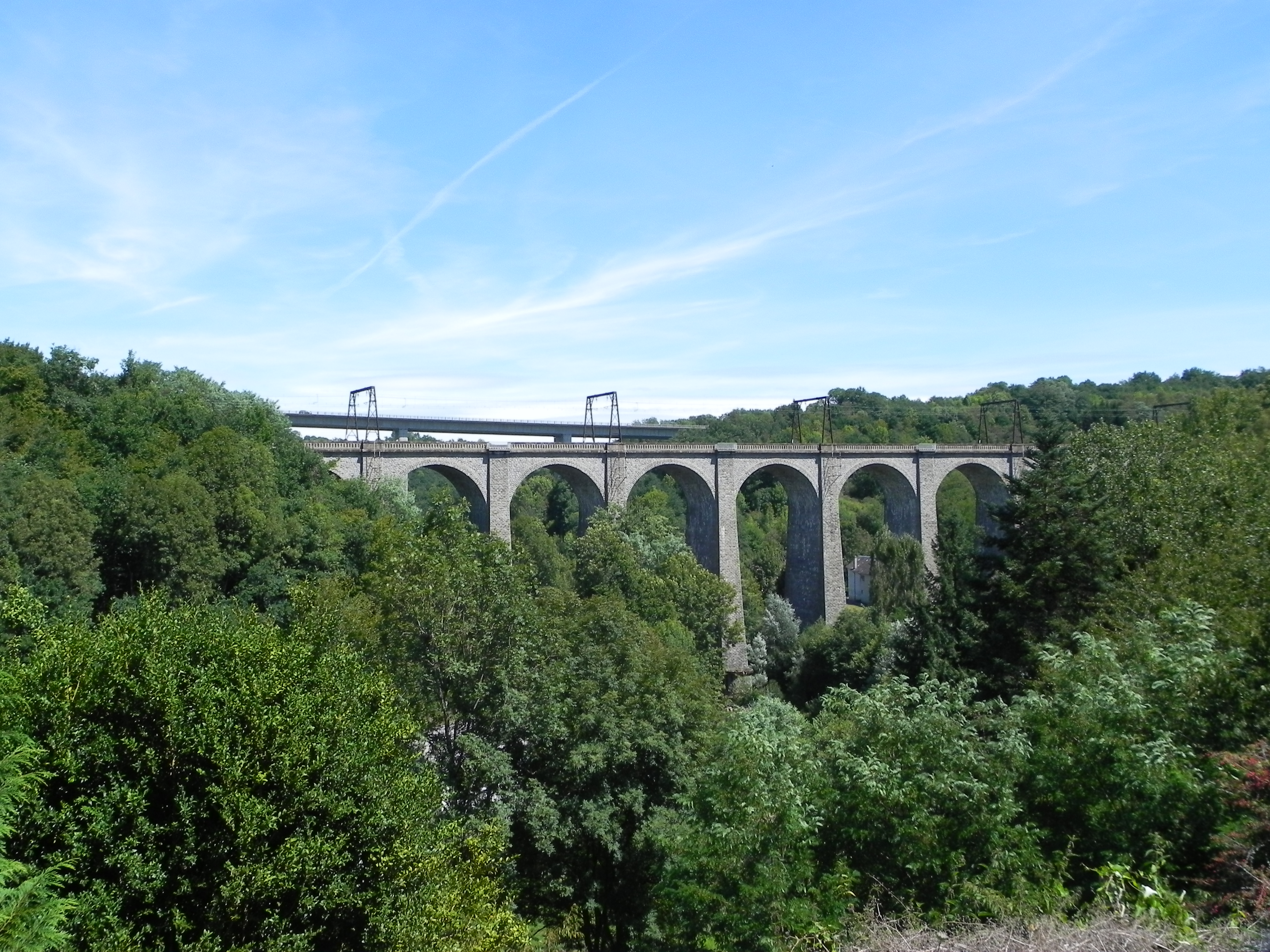
Puente